# Maria Papoila
Maria Papoila ist eine portugiesische Filmkomödie und ein Musikfilm des Regisseurs José Leitão de Barros aus dem Jahr 1937. Der Film wird der Comédia portuguesa zugerechnet.

## Handlung
Die einfache, aber fröhliche Maria Papoila lebt in einem ländlichen Dorf der Beira und sehnt sich nach der großen Stadt. Sie nutzt eine Gelegenheit, mit dem Zug vom nahen Pampilhosa da Serra nach Lissabon zu fahren und findet dort eine Anstellung als Dienstmädchen.
Ihre Naivität und Unerfahrenheit mit dem Stadtleben bringen die gutherzige Maria Papoila immer wieder in heikle Situationen. Zudem bändelt sie mit einem Sohn aus gutem Haus an, den sie zunächst irrtümlich für einen einfachen Mann hält, und der nicht ehrlich zu ihr ist, weil er sich mit ihr nur über seinen Liebeskummer trösten möchte. Nach einigen Missverständnissen findet Maria sich vor Gericht wieder, wo sie aus Ehrlichkeit und Anstand, unter Preisgabe ihrer Ehre, ihrem treulosen Gespielen zu einem Freispruch verhilft.
Enttäuscht von den Fallstricken des rücksichtslosen Lebens in der Stadt und den überheblichen besseren Familien dort, überlässt sie ihren Angebeteten seiner standesgemäßen Geliebten und kehrt der Stadt den Rücken. Als sie sich traurig in den Zug zurück nach Pampilhosa da Serra setzt, erlebt sie dann doch noch eine glückliche Überraschung.

## Rezeption

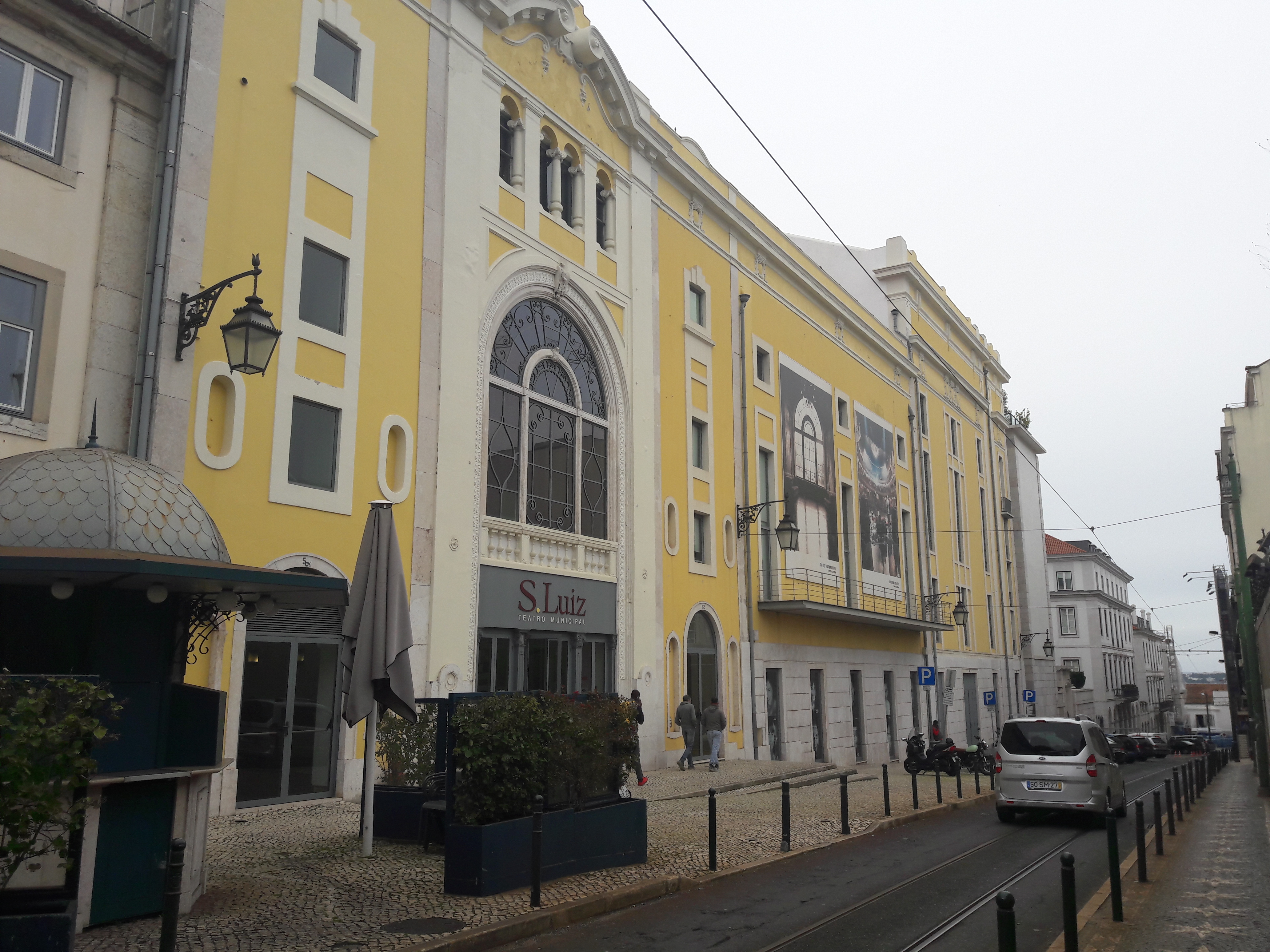
Das 1894 erbaute Teatro São Luiz in Lissabon war 1930 das erste Tonkino des Landes. Der Film Maria Papoila hatte am 15. August 1937 hier Premiere.

Nach einer Vorpremiere  am 14. August 1937 im Casino Estoril, einer der Drehorte im Film, feierte diese Produktion der Tóbis Portuguesa Filmgesellschaft am 15. August 1937 im Teatro São Luiz in Lissabon Premiere. Der Film gehört zu den Comédias portuguesas, hebt sich aber in einigen Punkten davon ab. So spielt António Silva hier nur eine Nebenrolle und kann nicht überzeugen, und die Handlung spielt nur zum Teil in Lissabon. Zudem ist es fast die einzige Komödie des Regisseurs, der lieber Historiendramen oder Literaturverfilmungen drehte, und der einzige Film, der die populäre Revueschauspielerin Mirita Casimiro in der Art zeigt, in der sie bekannt wurde. Auch der Lebensweg der Filmheldin, die sich an einem Punkt bewusst gegen ihr gewohntes Landleben und für ein Leben in der Stadt entscheidet, ist für die Comédia portuguesa unüblich und stand im Widerspruch zur öffentlichen Propaganda des seit 1932 etablierten semifaschistischen Estado Novo-Regimes unter Diktator Salazar. Im Film des Salazar-Anhängers Leitão de Barros überwiegen aber die systemkonformen Elemente, wie patriotische Szenen und Lieder und ein alle Gesellschaftsschichten miteinander versöhnendes Ende. Es werden moderne Prestigebauten wie der neue Campus des Instituto Superior Técnico oder moderne Art-déco-Stadtvillen gezeigt, und es wird auch hier das Bild eines friedlichen und traditionsbewussten, und bei allen Differenzen am Ende geeinten und zufriedenen portugiesischen Volkes gezeichnet. Zudem sind die typischen Merkmale der Comédia portuguesa hier zahlreich vertreten, etwa die komischen Szenen oder die Fados und volkstümlichen Lieder.
Die damals enorm populäre Volkssängerin und Revueschauspielerin Mirita Casimiro wird dem Publikum hier erwartungsgemäß mit mehreren Liedern präsentiert, was den Rhythmus des Films immer wieder aufhält. Die Kritik merkte die melodramatische Handlung und viele hölzern bleibende Darstellungen an, lobte dabei aber die schlüssige, überzeugende Darstellung der Hauptdarstellerin und den gelungenen, oft innovativen Filmschnitt, etwa als die Bahnfahrt gezeigt wird, und auch gelungene Ansätze in der Inszenierung werden positiv angemerkt.
Der Film wurde von Filmitalus als VHS-Kassette und 2005 als DVD bei Lusomundo veröffentlicht.